# Cuisine des Seychelles
La cuisine des Seychelles est une cuisine créole qui a pour base le poisson et le riz. S'y ajoutent les produits de la mer (coquillages, fruits de mer, mollusques, etc.), ainsi que les fruits exotiques, les légumes et les tubercules. Les mets qu'ils permettent d'élaborer sont tous relevés d’herbes aromatiques et d’épices. Aussi métissée que sa population, la cuisine des Seychelles a de plus subi plusieurs influences, ce qui lui permet de combiner et mélanger les apports français, chinois, indien et africain.

## Une gastronomie créole
La gastronomie des Seychelles est basée sur les produits de la mer, les épices ainsi que les fruits et légumes tropicaux. Elle utilise l'extraordinaire variété de poissons : 800 espèces de poissons et crustacés sont pêchés en abondance dans les eaux seychelloises, où le thon, le bourgeois, la pieuvre ou zourite, la raie, le capitaine, la daurade, la vieille, le requin, le barracuda et le cordonnier, ainsi  que les crevettes, palourdes, berniques ou tec-tecs sont quelques-uns des plus cuisinés. Les autres ingrédients de cette cuisine locale vont des racines aux tubercules (patate douce, manioc). Le tout est agrémenté d'herbes aromatiques et d'épices exotiques.
Tous les mets sont relevés d’épices (cannelle, muscade, gingembre, cardamome), et accompagnés de fruits, de légumes et de patates douces. Enfin, le riz est l'accompagnement spécifique  de la cuisine seychelloise, du bien manzé kreol,.

## Une cuisine métissée

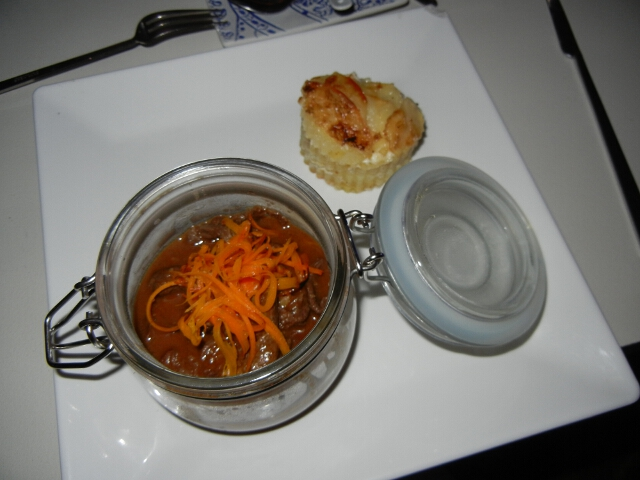
Bœuf thaï
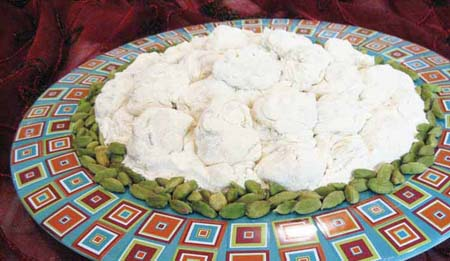
Mann al-sama, nougat fourré aux amandes ou aux pistaches et grains de cardamome

La cuisine des Seychelles, rattachée à l'Afrique, a intégré des mets en provenance d'Asie, mais aussi d'Europe, en particulier d'origine britannique, française, indienne et chinoise,.
Aussi métissée que la population, la cuisine des Seychelles mélange allègrement les influences de trois continents. Cette combinaison de spécialités asiatiques, européennes et africaines donne une gastronomie caractéristique de la « cuisine créole », où se retrouvent parmi les spécialités locales le bouillon des brèdes, le rougail poisson, le carpaccio de poisson, la daube de fruit à pain, ainsi que la salade du millionnaire aux cœurs de palmiers, le cari de roussette (chauve-souris) ou de zourite (poulpe), le cari coco et la soupe de tec-tec.

## Poissons et fruits de mer

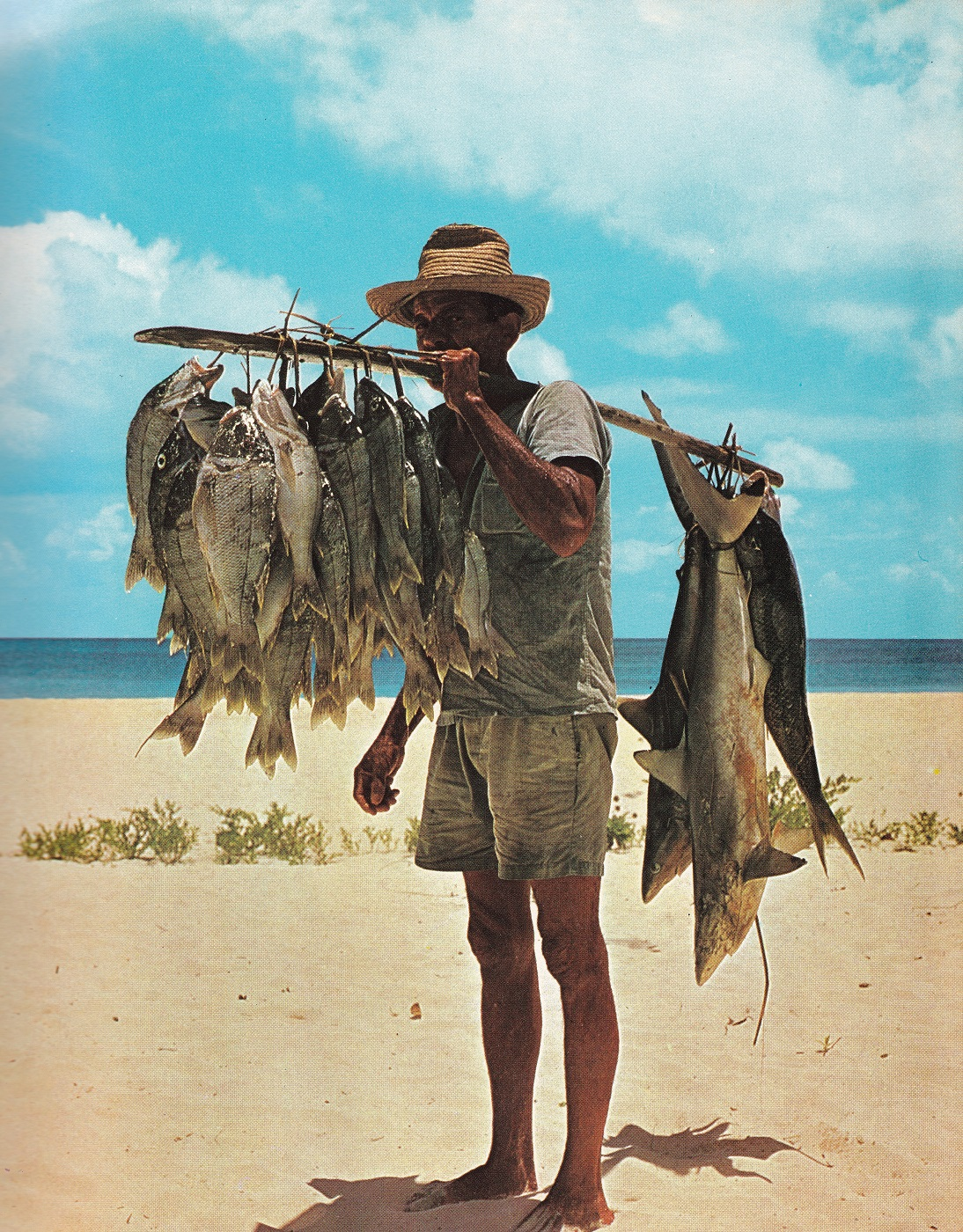
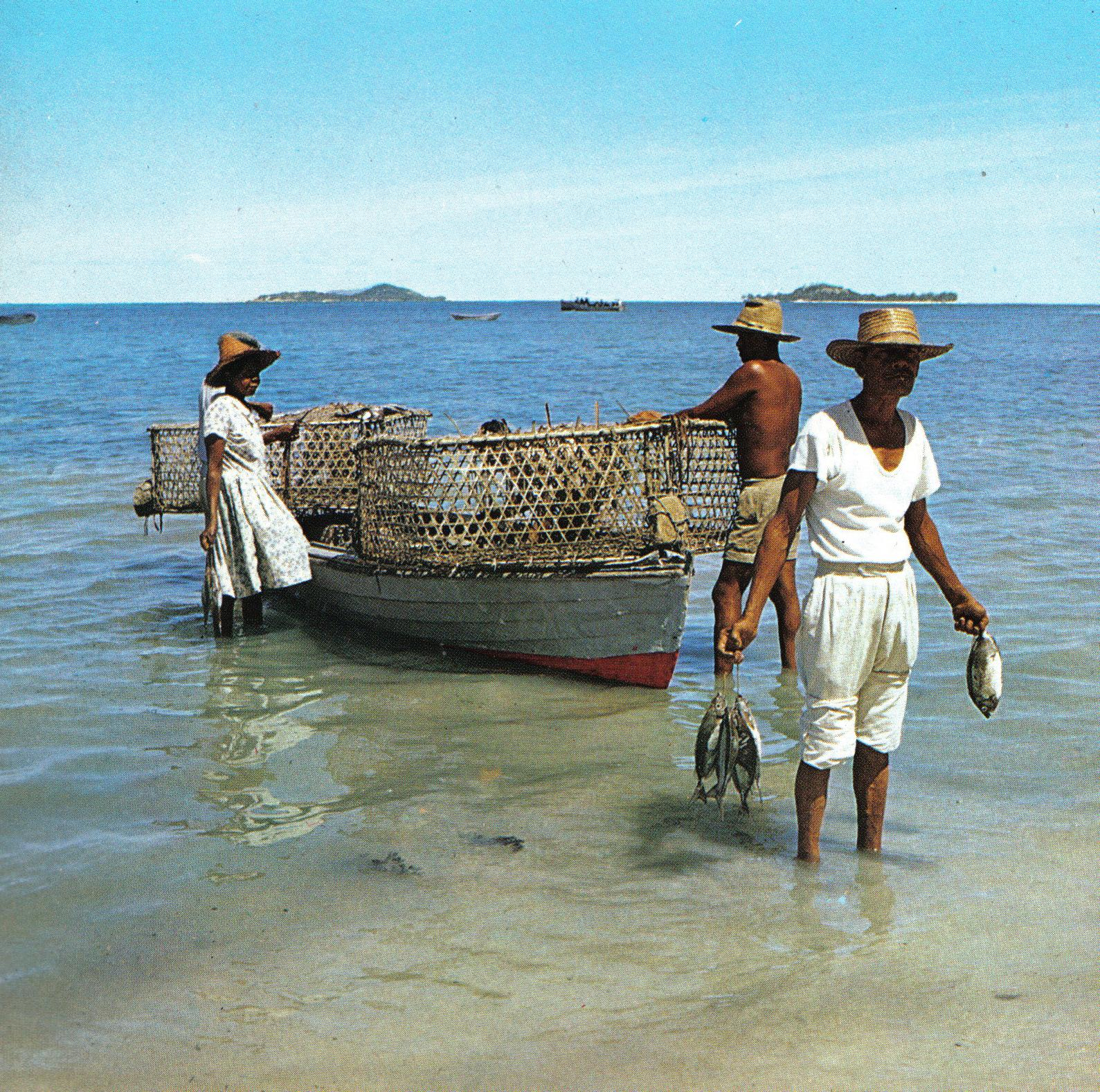
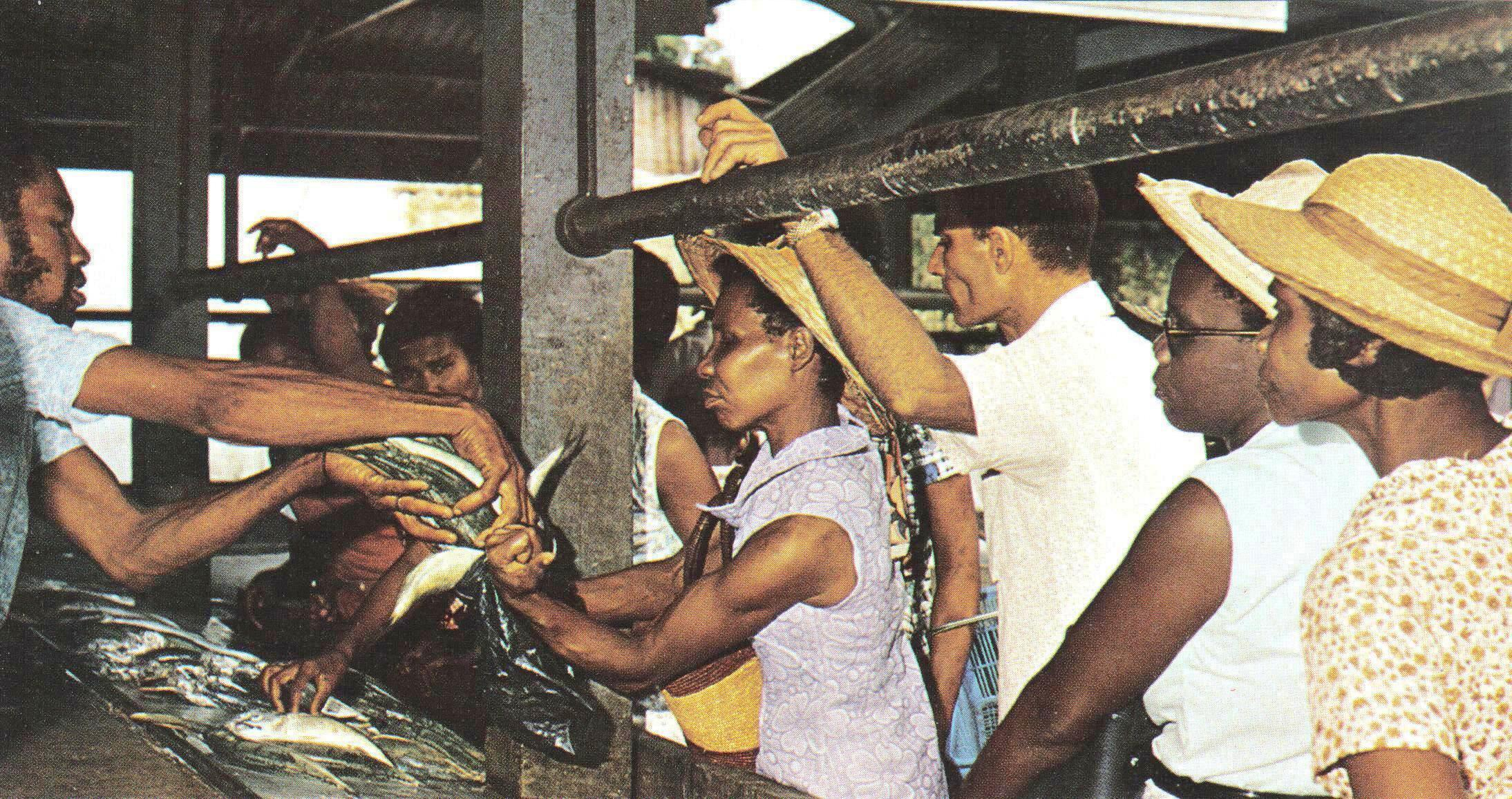
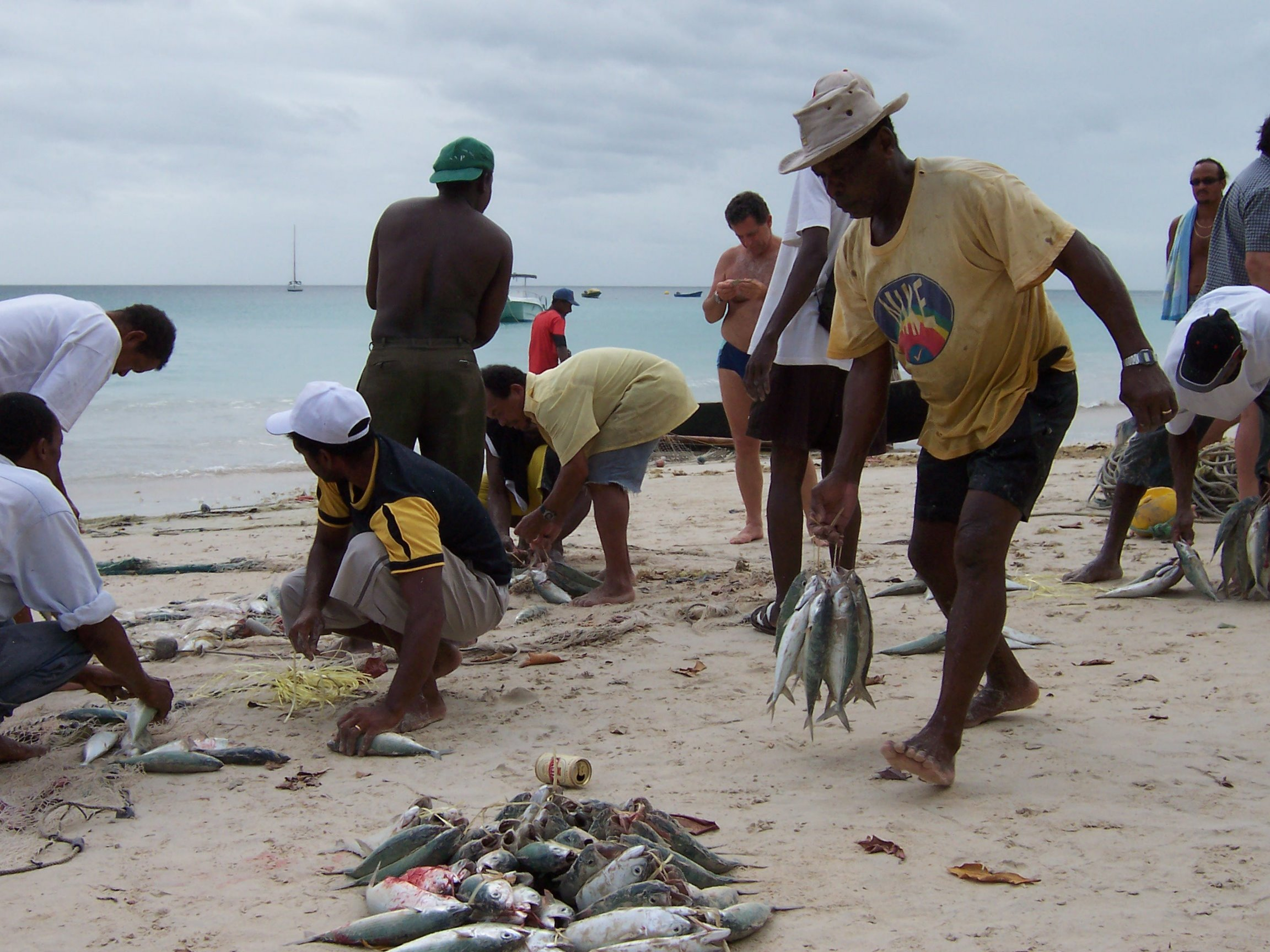
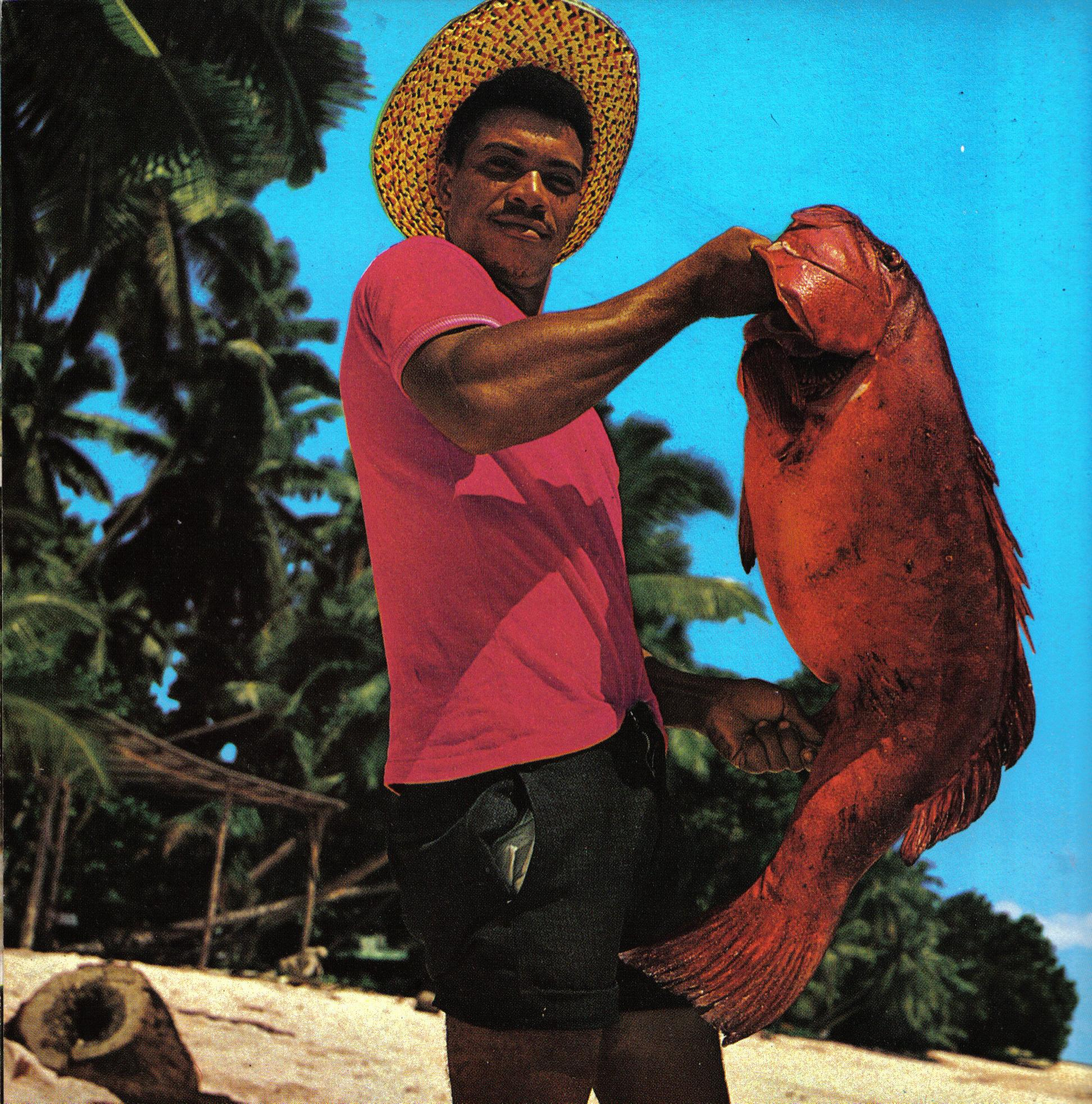

La République des Seychelles, dans l'océan Indien, est un archipel composé de 115 îles. Cette spécificité fait que le poisson joue un rôle important dans la gastronomie locale. Très nombreux, ils sont cuisinés tout frais pêchés, soit à la vapeur, grillé au feu de bois, fumé, cuit enveloppé dans des feuilles de bananiers ou encore salé. On les retrouve aussi en currys, en soupes, en daubes. La mer fournit également en abondance des poulpes (zourites), des crustacés et des fruits de mer qui sont cuisinés de diverses manières. 

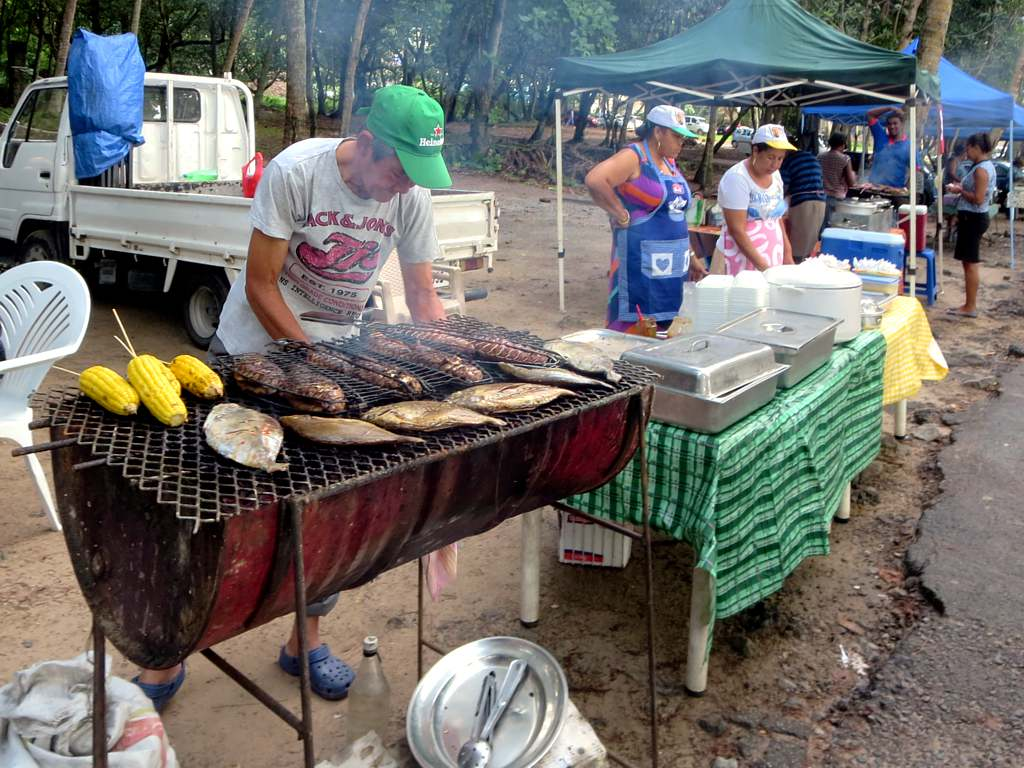
Poissons grillés au Bazar Labrin chaque mercredi soir à Beau Vallon sur l'île de Mahé

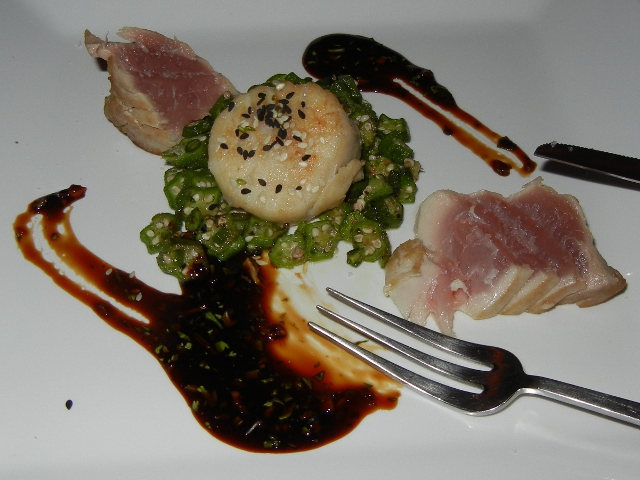
Carpaccio de thon

Le poisson frais, les crustacés et les fruits de mer sont vendus par des vendeurs ambulants sur tous les marchés. Après cuisson, ils sont, le plus souvent, accompagnés avec du riz,.
C'est le cas du rougail, poisson à la sauce tomate pimentée, aux saveurs méditerranéennes et exotiques grâce au gingembre et au citron vert. Ainsi que du curry de poisson, recette traditionnelle seychelloise préparée avec du poisson fraîchement pêché, qui est similaire au curry indien.
La soupe de tec-tec (petits clams), soupe populaire servie initialement aux travailleurs, le cari de berniques ou le bourgeois (vivaneau) grillé, assaisonné d'un filet de citron vert sont aussi renommés.

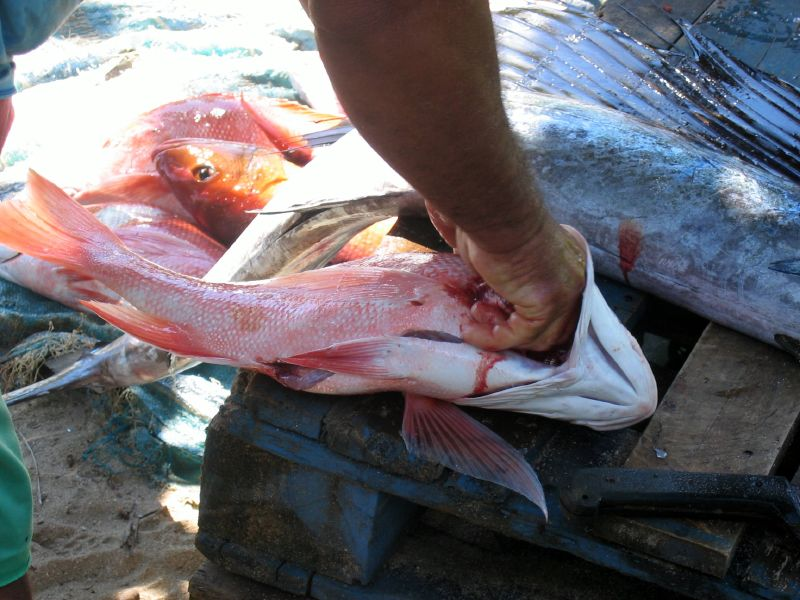
Préparation du bourgeois

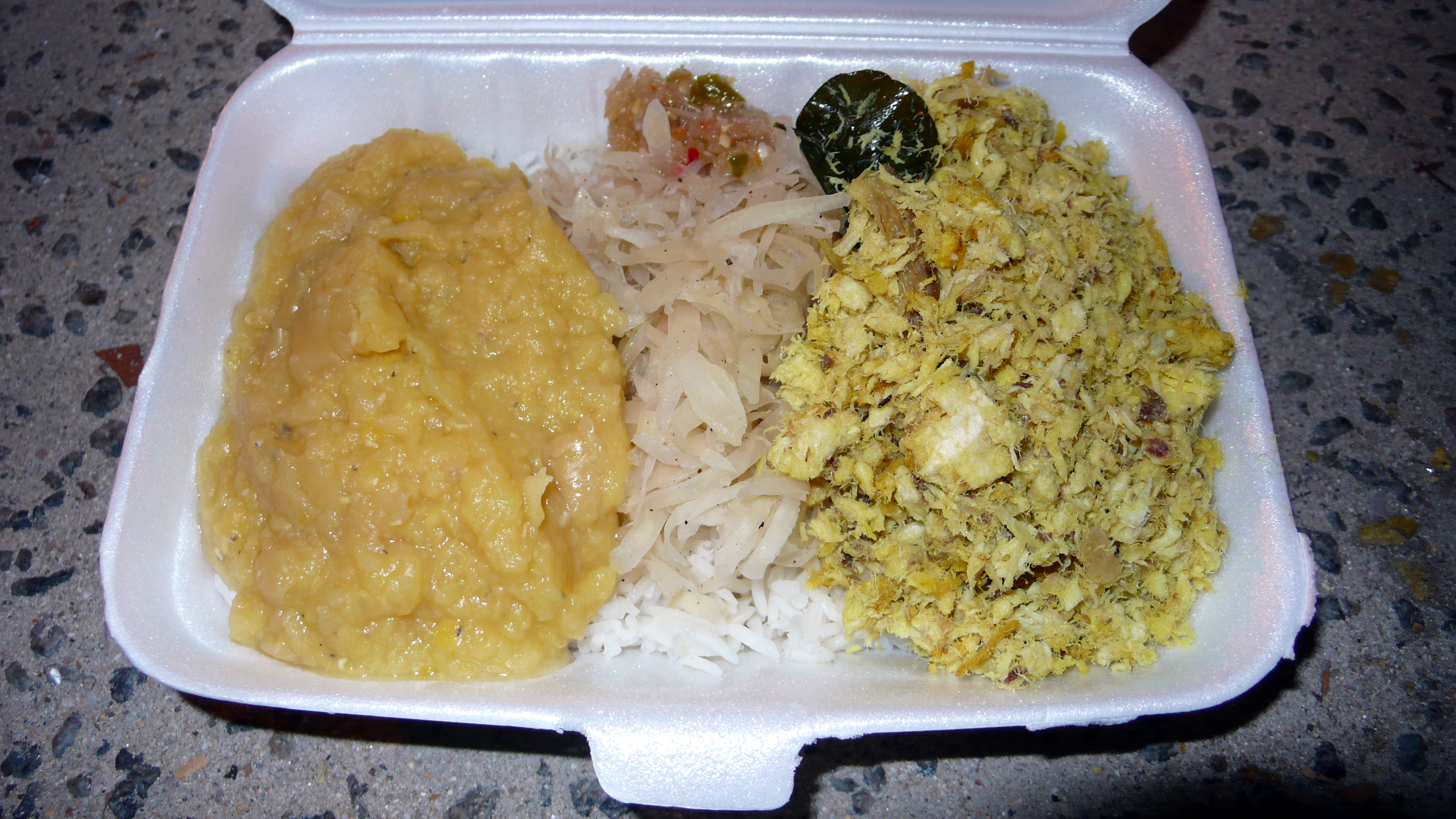
Requin chutney, lentilles, et papaye verte râpée sur du riz.

Vient ensuite le Satini rekin, dit encore requin chutney, chatini requin ou shark chutney. La base de ce mets est la peau de requin bouillie puis finement hachée. Cette préparation est mise, ensuite, à cuire dans le jus d'un bilimbi pressé. La peau, devenue tendre, est alors accommodée avec de l'oignon frit et mélangé avec des épices. Cette préparation se sert surtout en accompagnement d'un mets principal.
Les escargots de mer sont soit préparés à l’ail, soit avec du jaque, un fruit très odorant qui ressemble au durian. Très liés au milieu maritime, les œufs d'oiseaux, notamment de sternes ou d’hirondelles de mer, sont disponibles en fonction de la saison.

Préparation du cari de zourite
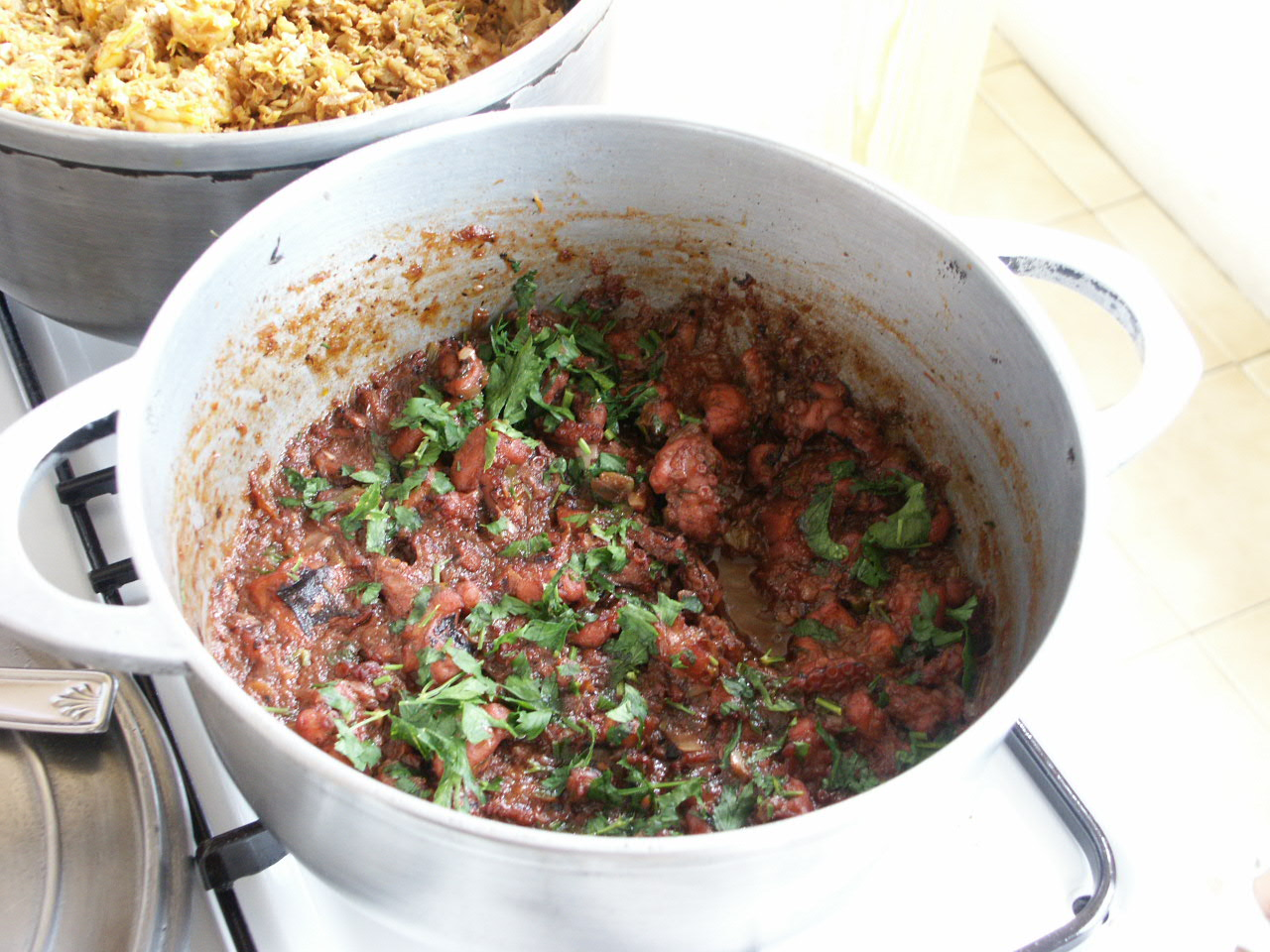
Cari de zourite
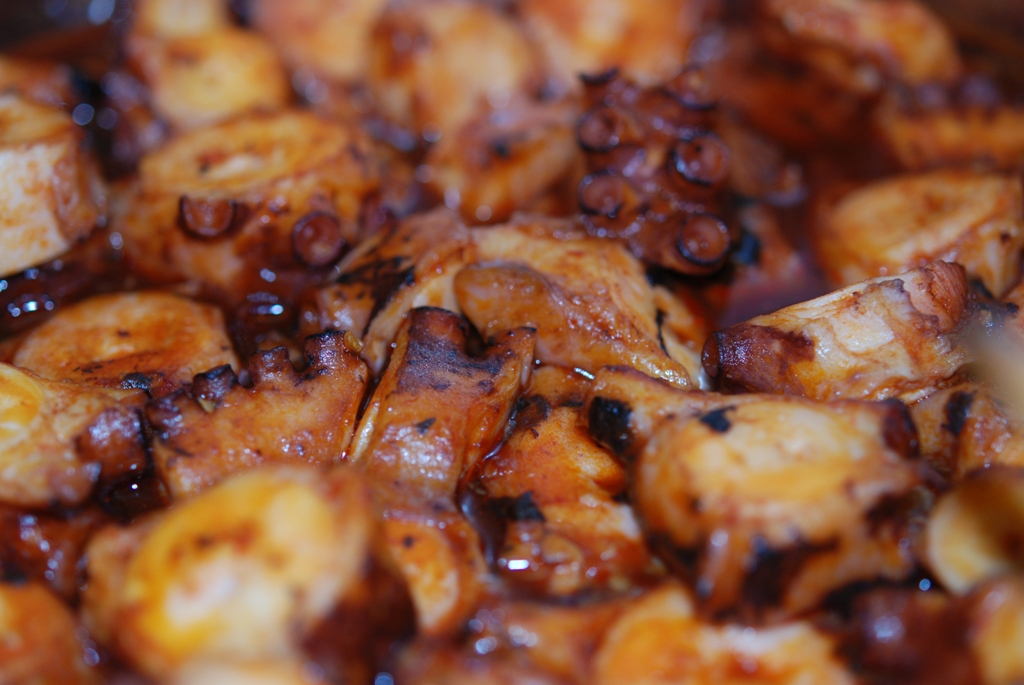
Morceaux de zourites
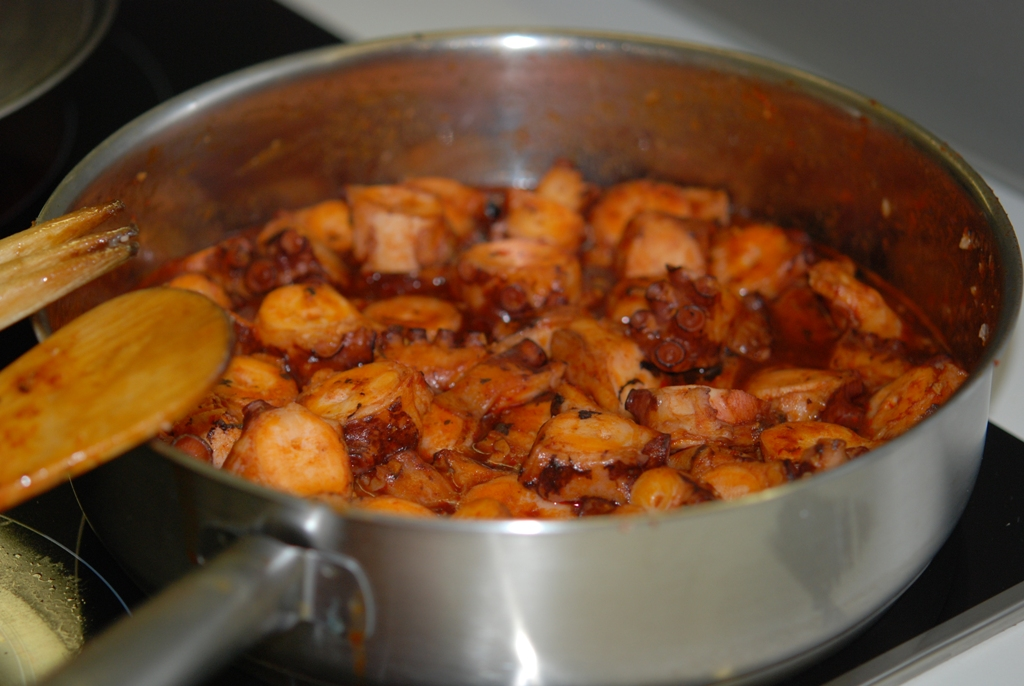
Cuisson du cari

Le cari de zourite (pieuvre) fait penser à une bouillabaisse aux épices. Ce mets, à base de petits poulpes découpés en dés, est cuisiné avec de la noix de coco râpée, de l'oignon, des gousses d'ail, du concentré de tomates, des épices (carry, gingembre, poivre) et des herbes, (thym, persil) et assaisonné de sel et de sucre en quantité égale

## Fruits et légumes

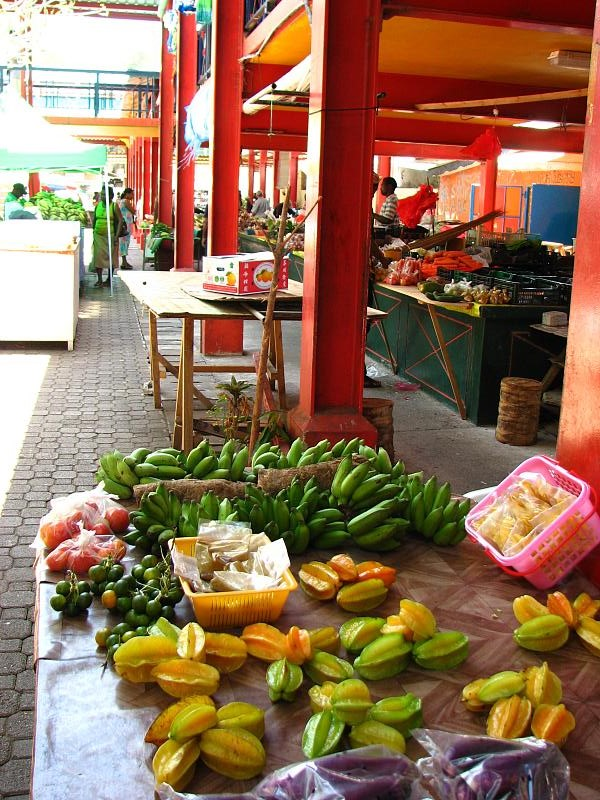
Fruits au marché central de la Rivière Anglaise à Victoria

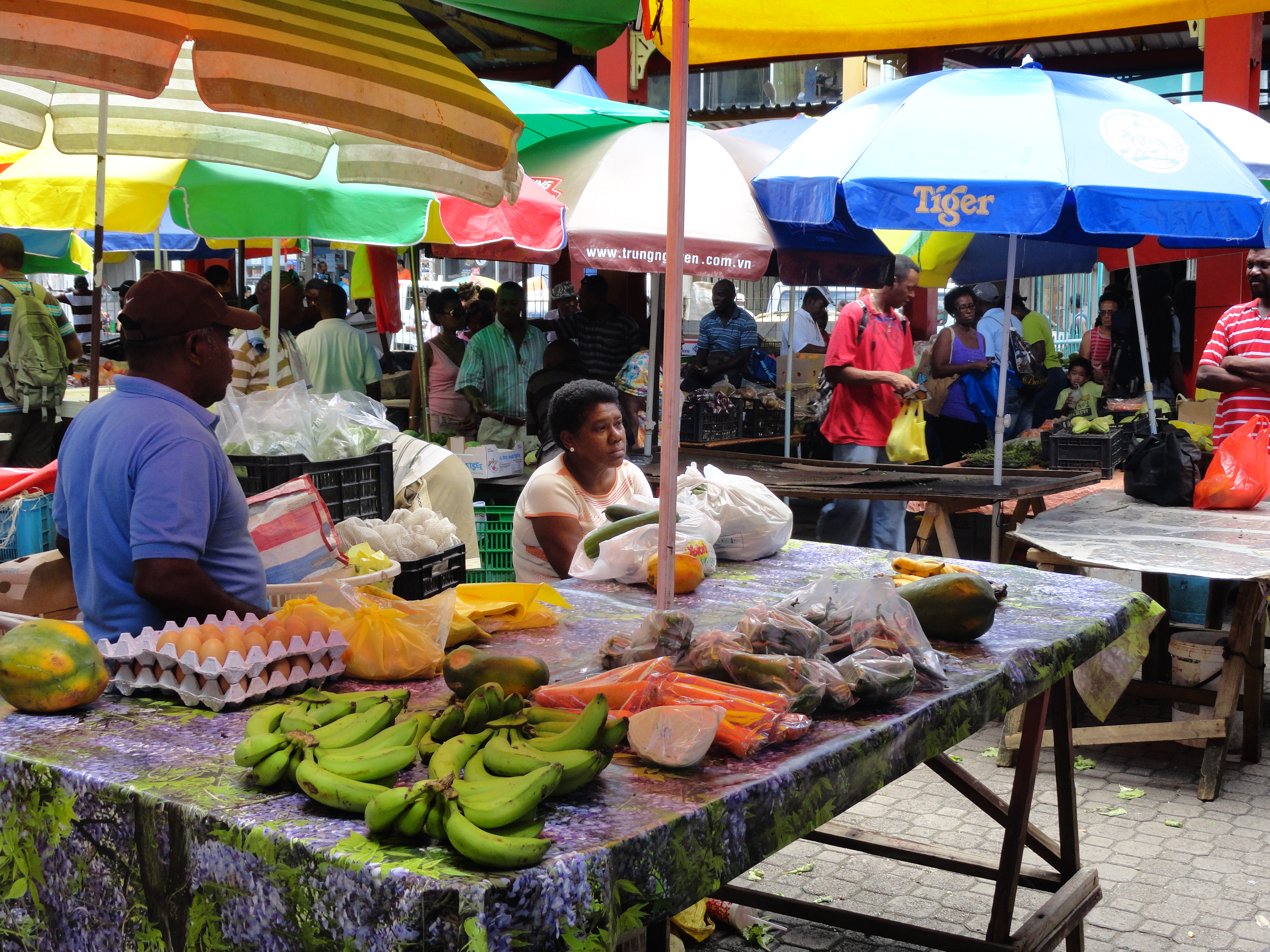
Marché de fruits et légumes à Victoria

Les fruits (noix de coco, ananas, mangues, papayes, oranges, mais aussi jamalacs, corossols ou cœurs de bœuf)  sont souvent transformés en jus, en sorbets ou en marmelades,. De plus, les mangues, papayes, noix de coco et bananes sont autant de fruits qui entrent dans les desserts. Ceux-ci sont souvent garnis de fleurs fraîches.
Les currys de coco sont une spécialité de  Mahé, Praslin et La Digue. Il s’agit toujours d’un ragoût de viande ou de poisson longuement mijoté dans une sauce aux épices et au lait de coco.
La culture des légumes (tomate, aubergine, chou, salade, piment, poivron, melon, potiron, haricot) est en augmentation au détriment des cultures vivrières, caractérisées comme gros mangers, que sont les patates douces, le manioc, les ignames et le maïs,,.
La tarte de légumes traditionnelle est toujours servie avec une sauce épicée. Le dhal, très apprécié, est une purée de lentilles jaunes, légumineuse proche du pois cassé, mais de couleur jaune paille,. Le chou de Chine permet de réaliser le bouillon de bredes.
Les salades sont aussi des mets importants de la cuisine des Seychelles. Parmi elles se distinguent la salade de palmiste préparée avec le cœur de ce cocotier et la salade du milliardaire, à base de cœurs de palmiers. Ceux-ci sont mélangés avec du poisson, du riz, des patates douces et du tapioca.

## Épices
L'utilisation d'épices telles que la cannelle, la cardamome, la noix de muscade, le gingembre, la citronnelle, la coriandre et le tamarin sont une composante importante de la cuisine seychelloise,.

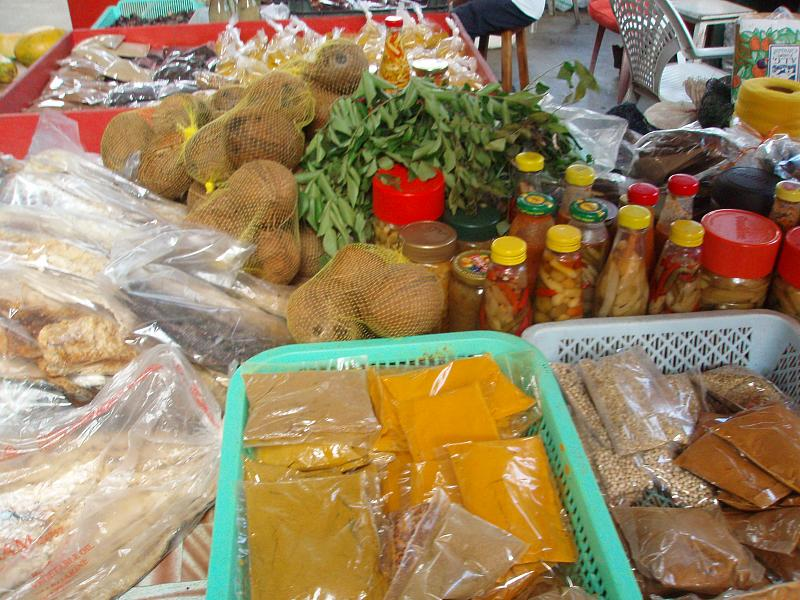
Épices sur le marché de Mahé
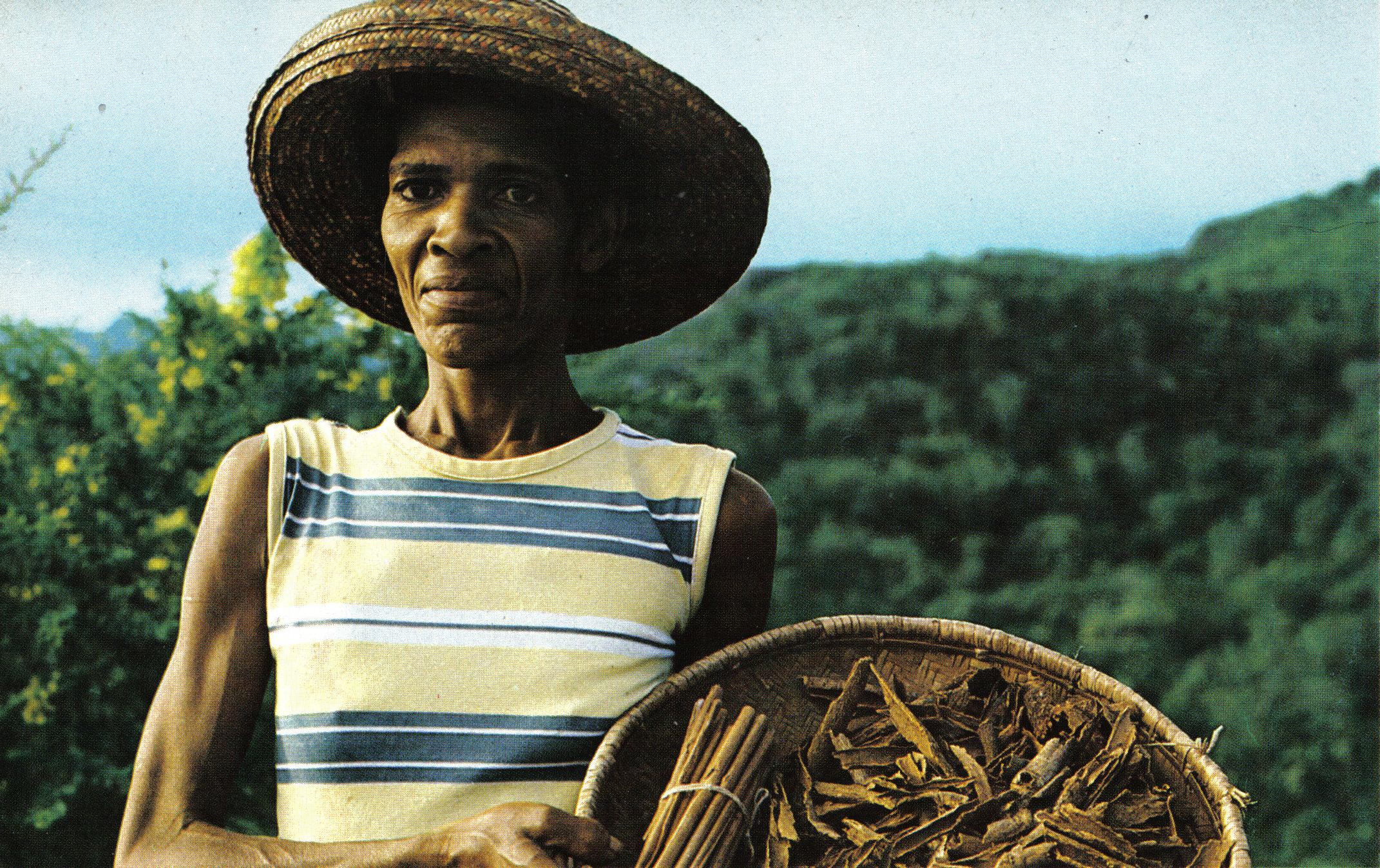
Récolte de la cannelle
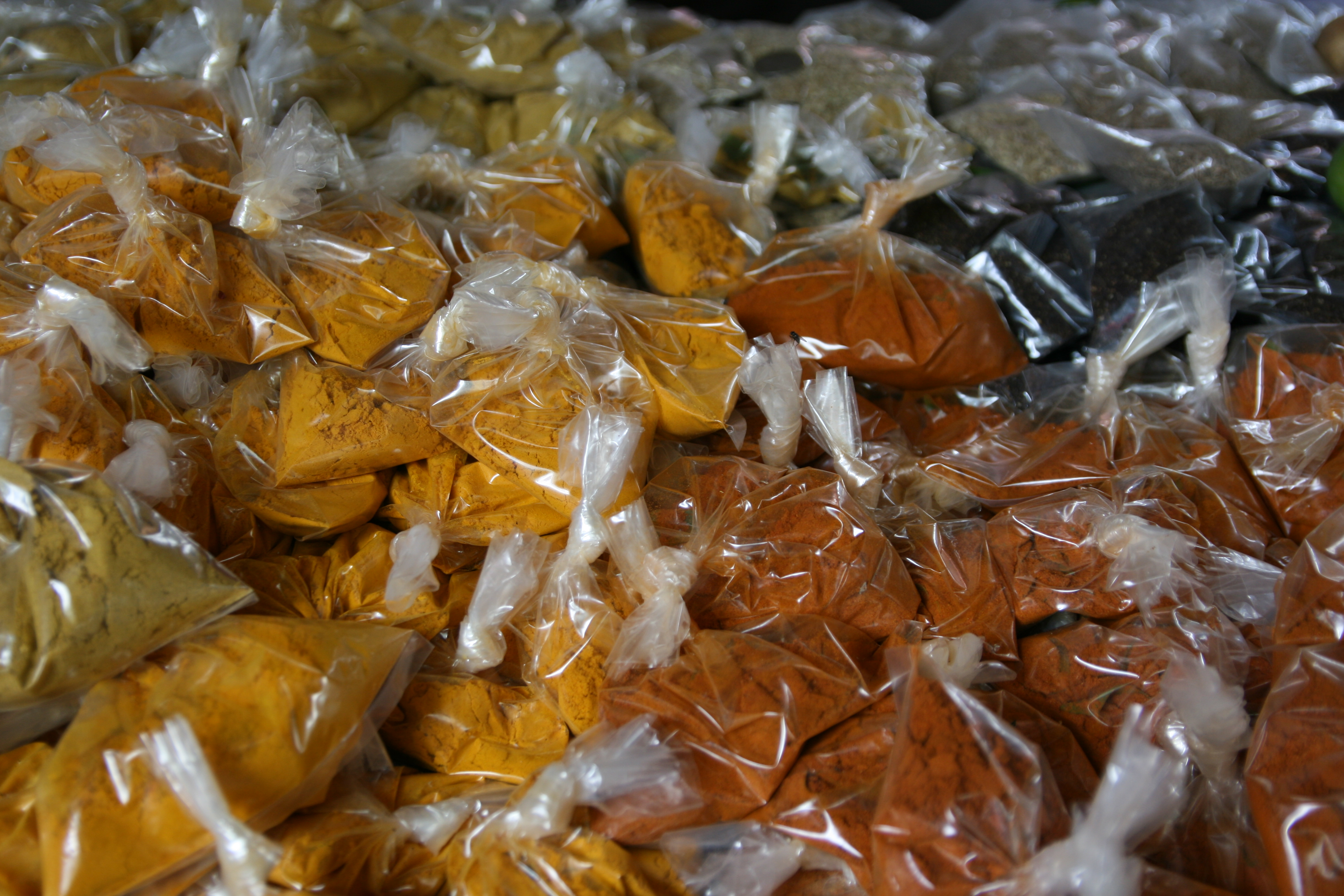
Sachets de curry et de colombo

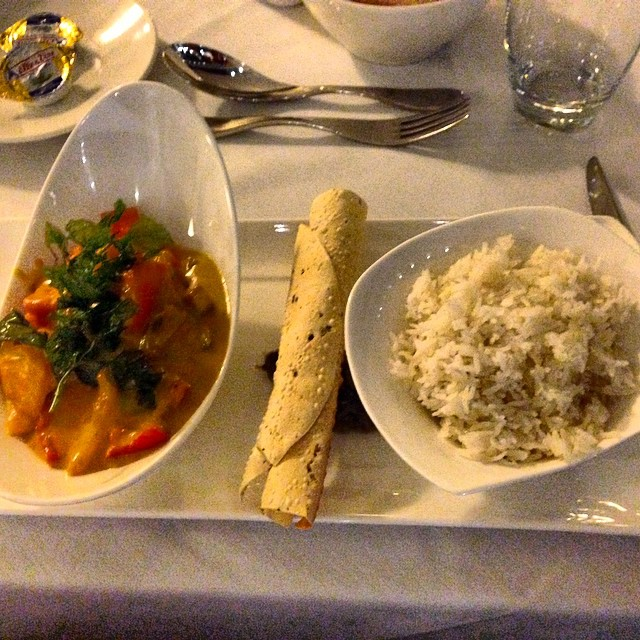
Curry de légumes au Savoy

La sauce au piment, emblématique de l’archipel des Seychelles, est présentée à part et accompagne de nombreux mets. Une autre sauce très épicée est fort populaire dans l'archipel, c'est le mazavarou, préparation faite de piments rouges, d'ail, de gingembre et d'huile bouillante.
Les mets au curry sont parmi les plus traditionnels de la cuisine du pays. Un curry permet de faire mijoter l'aliment principal - viande ou poisson - dans une sauce rehaussée d'ail, d'oignons, de tomates et rehaussé par de la poudre de curry. Le tout est épicé à la créole et parfois mouillé avec du lait de coco. C'est le cas, entre autres, du curry de poulet au lait de noix de coco. Les currys de poissons, fruits de mer, poulet ou bœuf sont très souvent servis avec du riz au safran,.
La sauce au curry et à la noix de coco, est réalisée à base de crème de coco et crème fluide de curry, relevée de cannelle, de paprika et de poivre,.

## Mets typiques

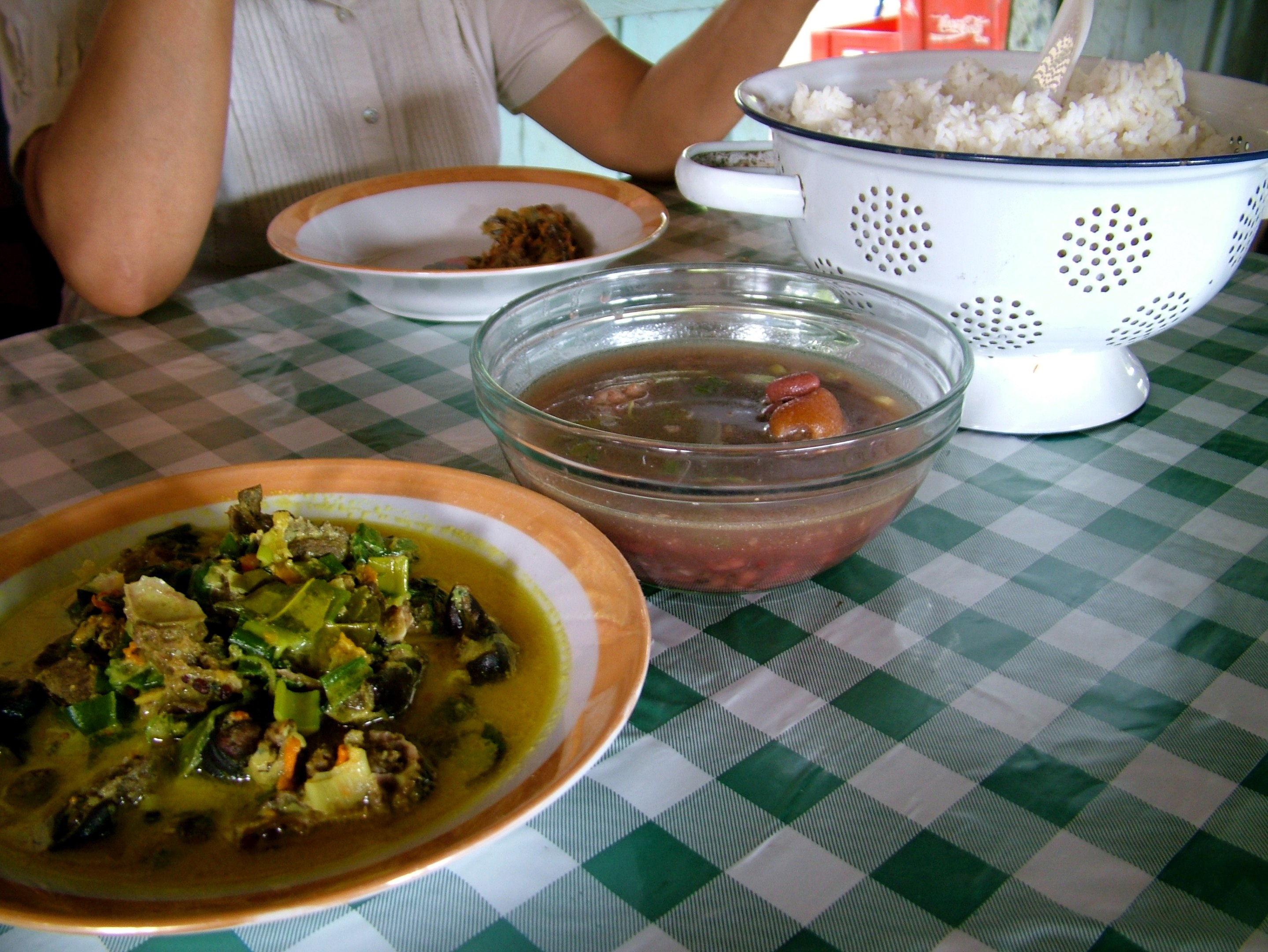
Civet de chauve-souris (à gauche), soupe et riz

Goûter la viande de chauve-souris n'est pas courant, c'est pourtant considéré comme une délicatesse aux Seychelles. Elle est fournie par une roussette fructivore de l'archipel (flying fox) et son goût est similaire au bœuf. Elle se consomme soit avec un mazavarou à base de piment rouge, soit en civet (bat cari ou cari de roussette) semblable à un civet de lapin tropical.
Le mets suivant est consommé soit comme un plat salé ou en dessert. C'est ladob dont la version salée comprend du poisson, cuit avec du plantain, du manioc et le fruit de l'arbre à pain. C'était à l'origine un mets consommé en grande quantité par les premiers arrivants sur l'île, les ingrédients étant disponibles en abondance. C'est encore une des bases de l'alimentation locale et de nombreux autochtones en mangent plusieurs fois par semaine.
La version dessert de ladob se compose généralement de banane plantain très mûre et de patates douces. On peut également y inclure le manioc, le fruit à pain ou même du corossol. Le tout est bouilli avec du lait de coco, du sucre, de la noix de muscade et de la vanille jusqu'à ce que la sauce soit onctueuse.

## Desserts

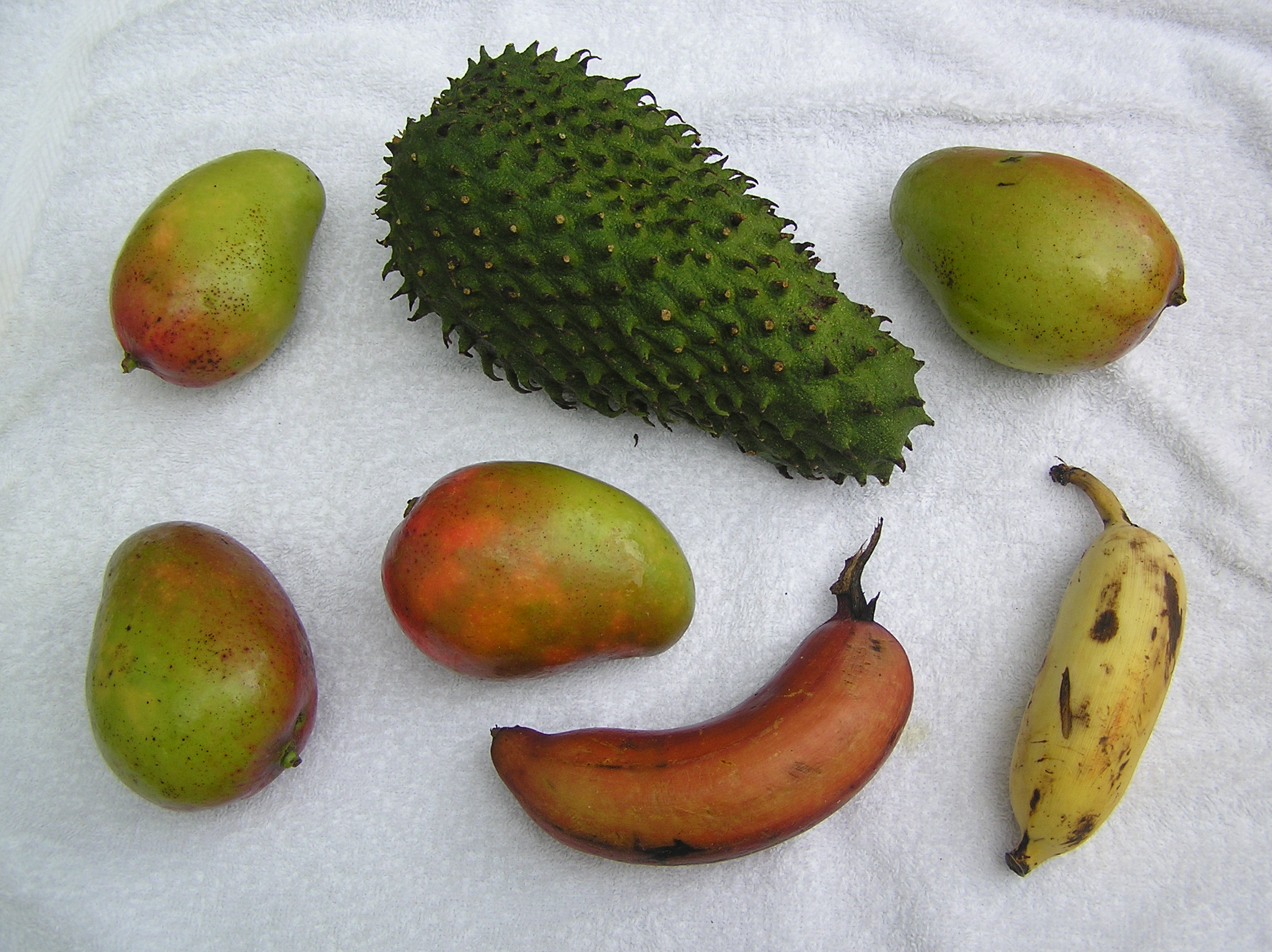
Fruits tropicaux

En dessert, les fruits tropicaux fournis par l'archipel sont très appréciés en salade, en mousse ou en tartelette. Ils sont aussi consommés frais,.
Les beignets de potiron recouverts d'un sirop à la vanille, ainsi que les beignets de bananes flambés sont parmi les plus courants. Un autre mets populaire, le plus souvent servi à la fin du repas, est le kat-kat banane, à base de bananes et de thon, servi dans du lait de coco salé et poivré. Les bananes (de toutes sortes) sont bouillies ou frites au lait de coco. Enfin reste fort estimé le manioc pouding, nom créole du gâteau de manioc. Ce dessert à base de tapioca est cuit avec de la noix de coco fraîchement râpée, des patates douces, du miel et des framboises sauvages provenant des montagnes de La Misère

## Boissons

### Vin

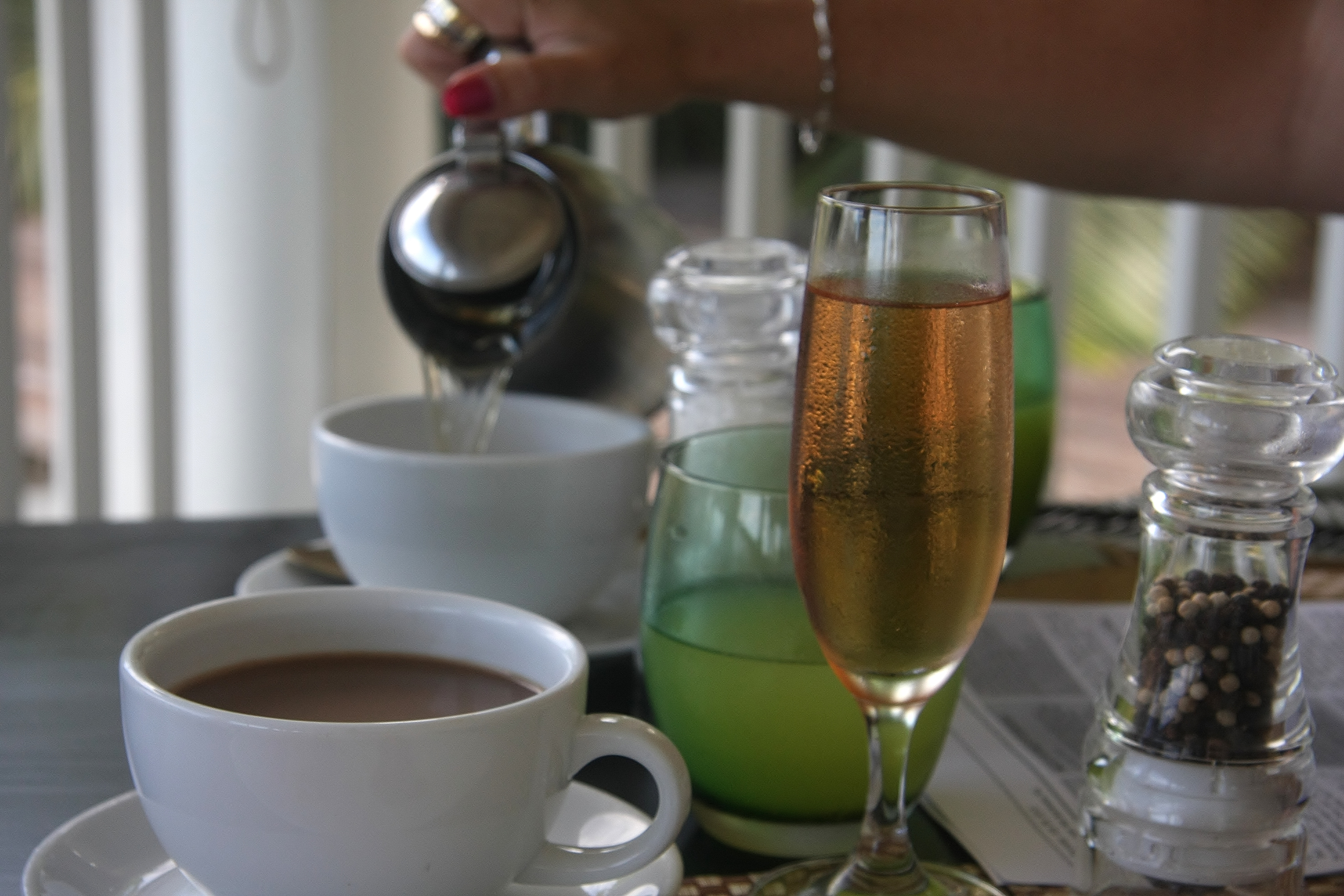
Petit déjeuner aux Seychelles : vin mousseux, jus de fruits, thé et café

Aucun vignoble n'existe dans l'archipel, ce qui n'empêche pas la disponibilité de vin importé. Il vient généralement d’Afrique du Sud, pays producteur le plus proche de l’archipel des Seychelles. Ce vin peut être obtenu dans la plupart des restaurants des Seychelles. Il reste assez cher, ce qui contraint les amateurs d'un verre de blanc avec leur repas de poisson à en acheter sur place, ou - pour les plus avertis - à consommer quelques bouteilles issues de leur bagage. Car les amateurs de grands crus ne trouveront certainement pas leur bonheur parmi les vins d'importation disponibles sur place.

### Bières

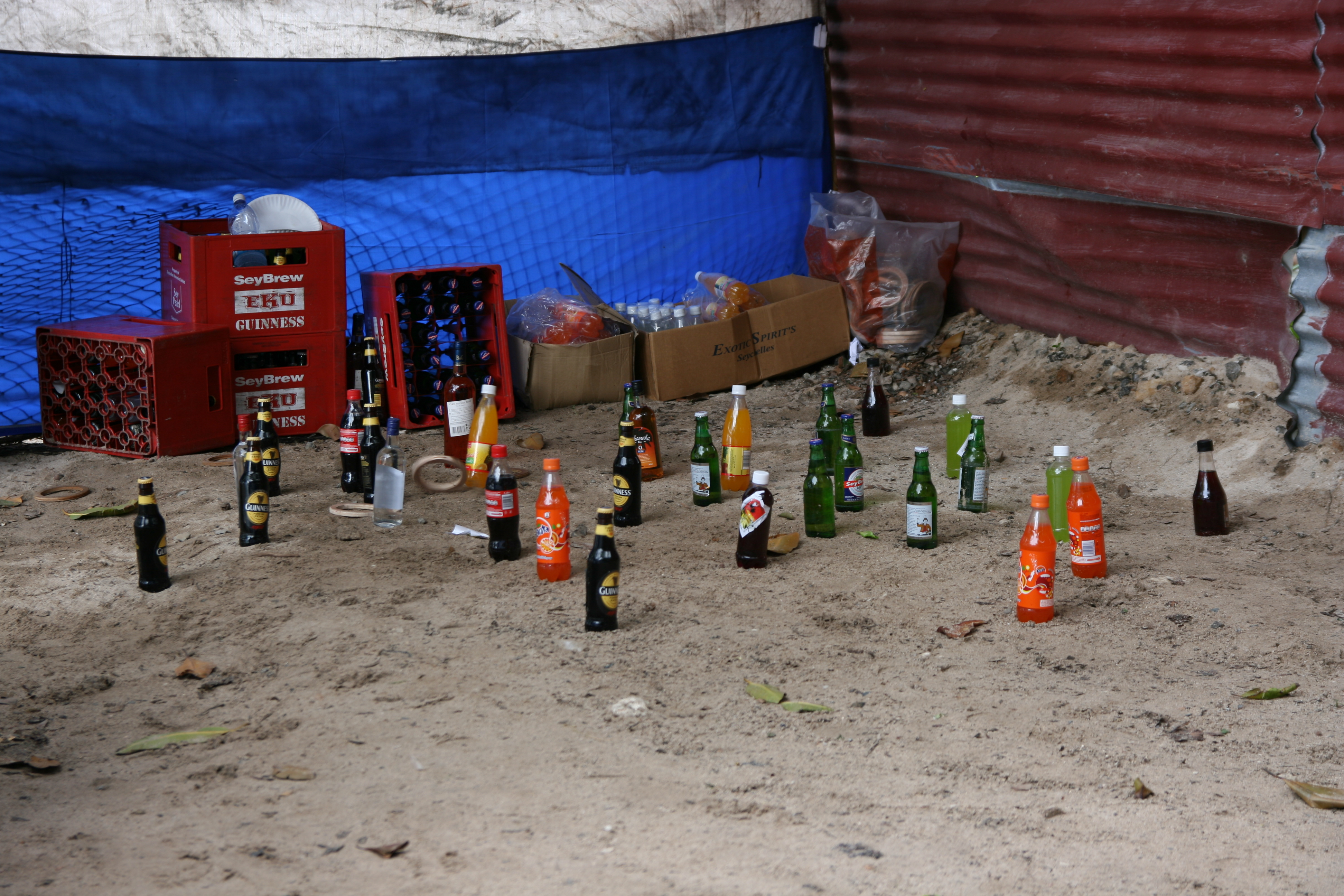
Jus de fruits, sodas et bières des Seychelles

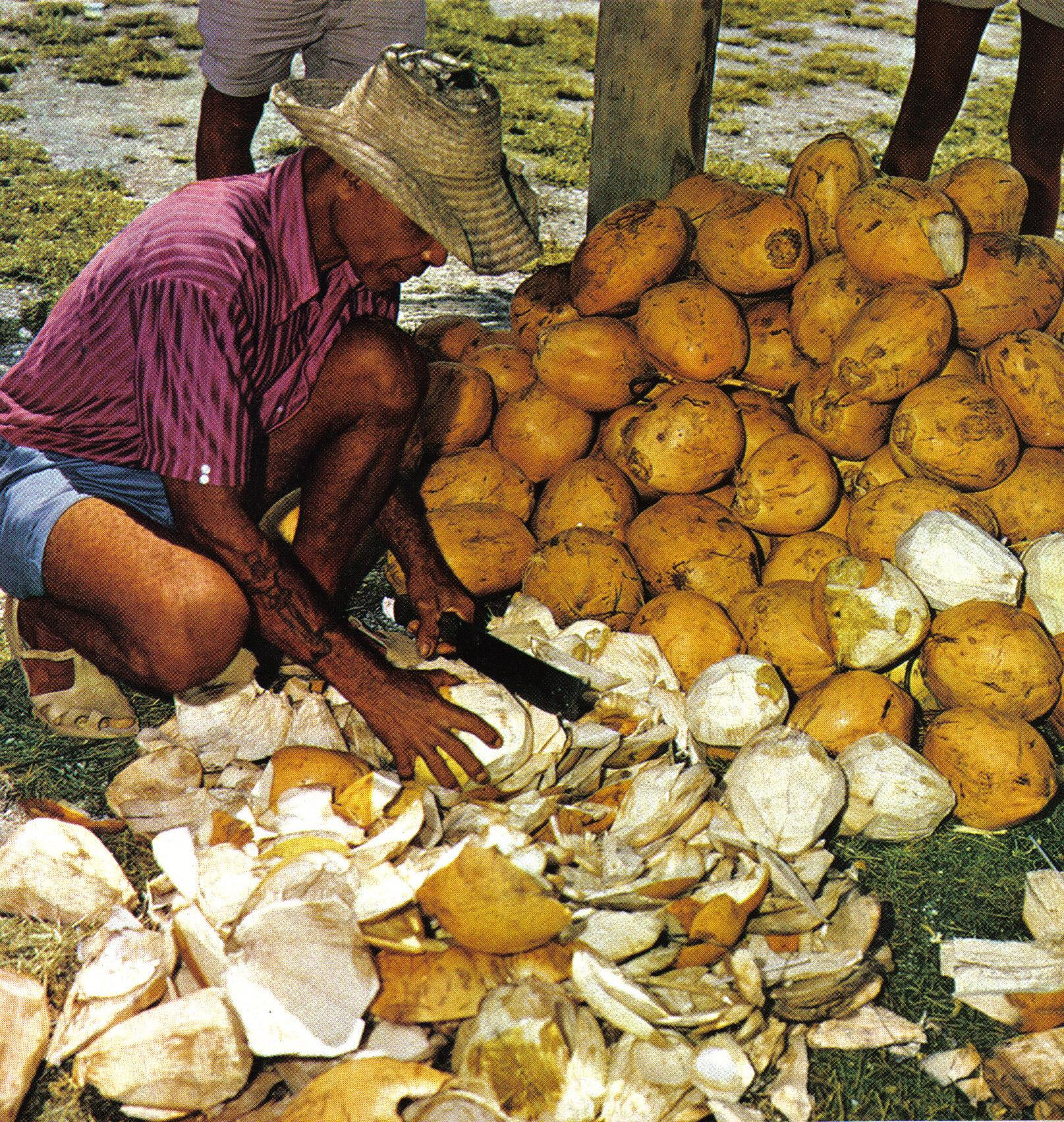
Préparation de l'eau de coco

La bière est la vraie boisson seychelloise. Elle est brassée à Victoria (Seybrew, Eku et Guinness) et se sont 7 millions de litres par an qui sont mis en marché. Elles sont bonnes, mais ne sont commercialisées qu'en petites bouteilles. Ces bières sont abondamment consommées par la population.
Les bénéfices de la Seychelles Breweries Limited, qui brasse l'ensemble de ces bières, sont tels que cette brasserie a mis plus de 90 000 dollars US à la disposition de l'État pour le développement de l'île Aride. L'intérêt de cette île de 68 hectares réside dans le fait qu'elle est le seul endroit de la planète où poussent encore les gardénias de Wright et le célèbre bois citron. C'est là aussi où vivent des milliers de lézards caïmans, des centaines de fauvettes et des centaines de milliers de frégates.

### Jus de fruits et sodas

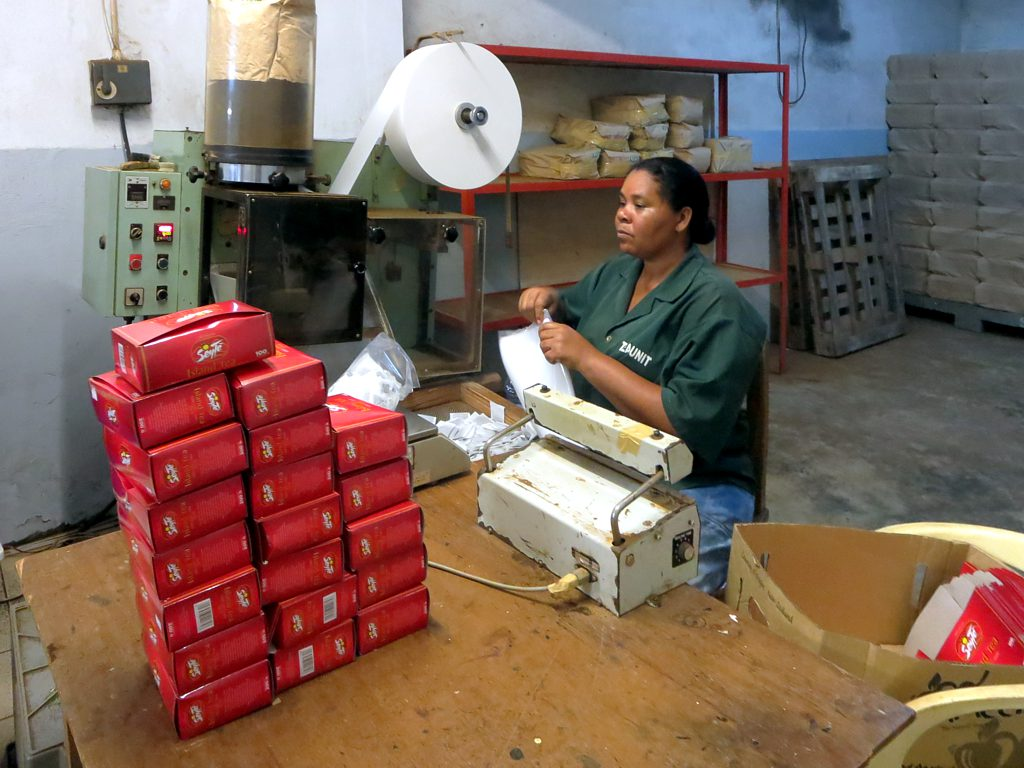
Tea factory au Morne Blanc dans l'île de Mahé

La variété des jus de fruits est impressionnante et ils trouvent partout. Avec l'eau de coco, ces jus frais sont les boissons très populaires parmi les seychellois,.

### Thé
Autre boisson très appréciée, le thé cultivé à Mahé. Parmi les variétés disponibles se distingue le thé à la citronnelle, aussi connu sous le nom de thé lemongrass, boisson particulièrement rafraîchissante lors des fortes températures.

### Liqueurs et alcools
Il existe toute une gamme de boissons alcoolisées. Ce sont les Calou de vin de palme (ou kalou), le bakka rhum,, ou le Coco d'Amour, liqueur typique des Seychelles. Les alcools et autres boissons d’importation sont très chers.
Le Coco d’Amour, vendu dans sa bouteille en forme de coco-fesses, est très apprécié des touristes, mais son goût de lait de coco sucré ne plait pas à tous. À l’inverse, d’autres boissons alcoolisées comme le toddy et le calou (à base de sève de coco fermentée), ou encore le bakka (un rhum de canne à sucre et d’ananas), ne sont disponibles que chez l'habitant. Le vin de palme calou, ou toddy, est extrait des fleurs des cocotiers. Mais il faut savoir que le calou, à hautes doses, est un laxatif. Le bakka rhum, est obtenu par la fermentation du sucre de canne. Mais les Seychelles ne sont pas spécialement réputées pour leur canne à sucre. De plus, le processus de fabrication du bakka inclut souvent d'anciens rites vaudou.

### Eau
Les boissons gazeuses (Eau de Val-Riche, Seypearl) sont abondamment consommées par la population. Bien que l’eau du robinet soit potable, elle peut avoir un aspect marron après les pluies, ce qui l'a fait remplacer dans tous les restaurants par des bouteilles d'eau minérales.

## Restaurants

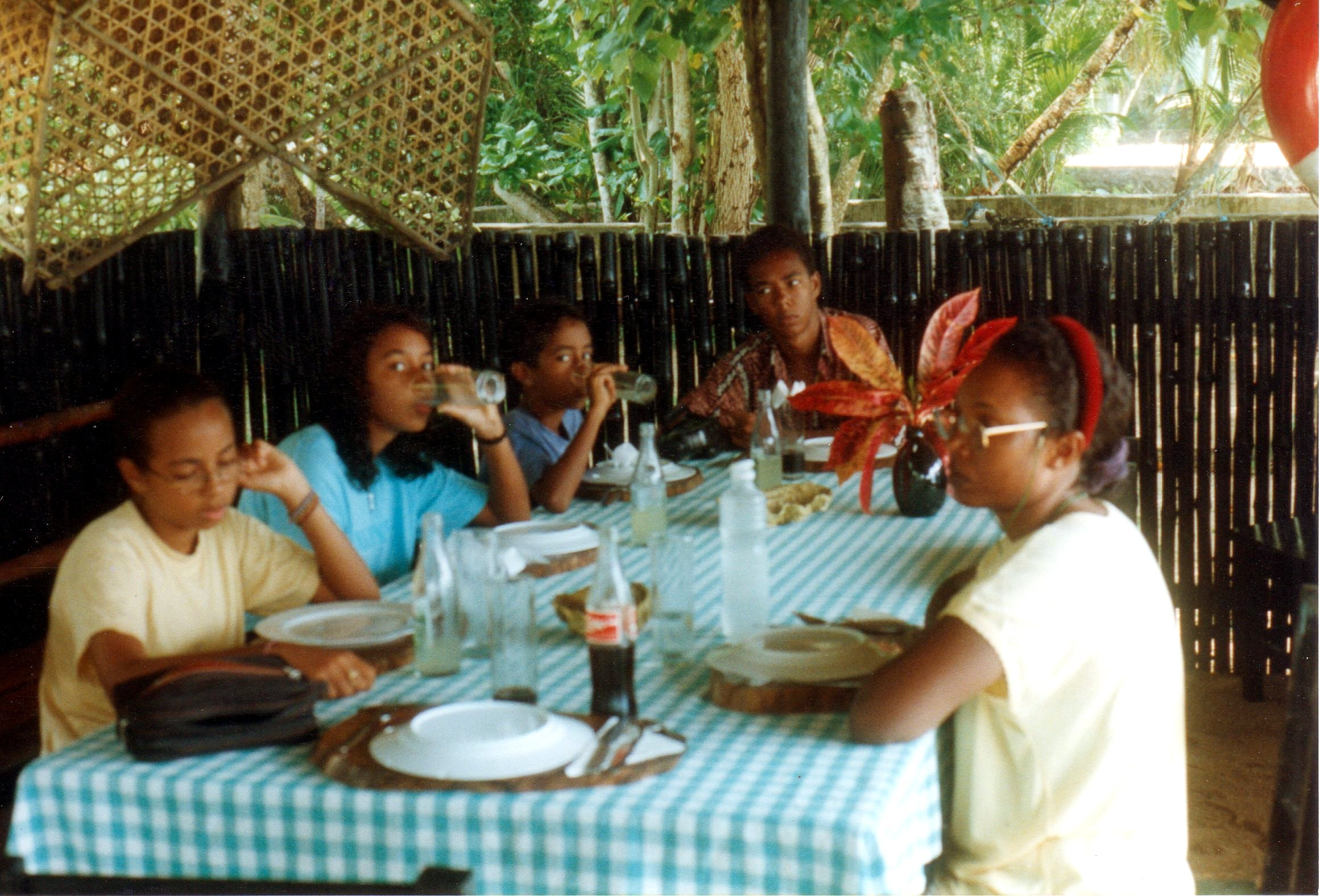
Repas familial pris à La Sirène, take away de la Baie Lazare

Il y a une multitude de restaurants dans les Seychelles avec des styles variés, de la cuisine populaire créole à la cuisine internationale,. La plupart des grands hôtels, même s'ils privilégient la formule buffet, dédient plus spécifiquement certaines soirées à la gastronomie locale.
D'une façon générale, les restaurants de toutes catégories qui se découvrent sur les deux principales îles de l'archipel, mettent l'accent sur une plus grande qualité de l'accueil et du service, ainsi que sur la présentation de plus en plus soignée de la table et des préparations proposées. Il n'existe pas d'auberges de campings ou de logements à bas prix, car l'office du tourisme réglemente les prix. Seuls les take away proposent des plats à emporter pour les Seychellois qui « optent pour cette restauration quand ils ne cuisinent pas. ».

## Industrie agro-alimentaire
L'usine de traitement Indian Ocean Tuna company's  est une des plus grandes conserveries de thon dans le monde. Elle est située à Victoria.

## Voir ailleurs